# Gerard Gallant
Gerard Gallant, född 2 september 1963, är en kanadensisk ishockeytränare och före detta professionell ishockeyforward som var senast tränare för NHL-laget New York Rangers.
Han har tidigare varit tränare för Columbus Blue Jackets, Florida Panthers och Vegas Golden Knights.

## Biografi
Gallant tillbringade elva säsonger i NHL som spelare, där han spelade för ishockeyorganisationerna Detroit Red Wings och Tampa Bay Lightning. Gallant producerade 480 poäng (211 mål och 269 assists) samt drog på sig 1 674 utvisningsminuter på 615 grundspelsmatcher. Under sin tid med Detroit Red Wings var han ofta kedjekamrat med lagets storstjärna Steve Yzerman. Han spelade också på lägre nivåer för Adirondack Red Wings i American Hockey League (AHL), Atlanta Knights och Detroit Vipers i International Hockey League (IHL) och Castors de Sherbrooke, Castors de Saint-Jean och Junior de Verdun i Ligue de hockey junior majeur du Québec (LHJMQ).
Gallant draftades i sjätte rundan i 1981 års draft av Detroit Red Wings som 107:e spelare totalt.
Han har tidigare tränat Columbus Blue Jackets (NHL), Saint John Sea Dogs (LHJMQ) och Florida Panthers (NHL). Den 13 april 2017 blev han utnämnd till tränare för Vegas Golden Knights, deras första i organisationens historia. Efter att ha lett Golden Knights till Stanley Cup-final under deras första säsong i NHL blev Gallant utsedd till säsongens tränare och belönades med Jack Adams Award.
Den 14 juni 2021 anställdes han som ny huvudtränare för New York Rangers, som ersättare för sparkade David Quinn.

## Statistik

### Spelare

#### Klubb
| 1979–1980    | Summerside Crystals   | MJRHL        | 45  | 60  | 55  | 115 | 90   | —  | —  | —  | —  | —   |
| 1980–1981    | Castors de Sherbrooke | LHJMQ        | 68  | 41  | 60  | 101 | 220  | 14 | 6  | 13 | 19 | 46  |
| 1981–1982    | Castors de Sherbrooke | LHJMQ        | 58  | 34  | 58  | 92  | 252  | 22 | 14 | 24 | 38 | 82  |
| 1982–1983    | Castors de Saint-Jean | LHJMQ        | 33  | 28  | 25  | 53  | 129  | —  | —  | —  | —  | —   |
|              | Junior de Verdun      | LHJMQ        | 29  | 26  | 49  | 75  | 105  | 15 | 14 | 19 | 33 | 86  |
| 1983–1984    | Adirondack Red Wings  | AHL          | 77  | 31  | 33  | 64  | 195  | 7  | 1  | 3  | 4  | 34  |
| 1984–1985    | Detroit Red Wings     | NHL          | 32  | 6   | 12  | 18  | 66   | 3  | 0  | 0  | 0  | 11  |
|              | Adirondack Red Wings  | AHL          | 46  | 18  | 29  | 47  | 131  | —  | —  | —  | —  | —   |
| 1985–1986    | Detroit Red Wings     | NHL          | 52  | 20  | 19  | 39  | 106  | —  | —  | —  | —  | —   |
| 1986–1987    | Detroit Red Wings     | NHL          | 80  | 38  | 34  | 72  | 216  | 16 | 8  | 6  | 14 | 43  |
| 1987–1988    | Detroit Red Wings     | NHL          | 73  | 34  | 39  | 73  | 242  | 16 | 6  | 9  | 15 | 55  |
| 1988–1989    | Detroit Red Wings     | NHL          | 76  | 39  | 54  | 93  | 230  | 6  | 1  | 2  | 3  | 40  |
| 1989–1990    | Detroit Red Wings     | NHL          | 69  | 36  | 44  | 80  | 254  | —  | —  | —  | —  | —   |
| 1990–1991    | Detroit Red Wings     | NHL          | 45  | 10  | 16  | 26  | 111  | —  | —  | —  | —  | —   |
| 1991–1992    | Detroit Red Wings     | NHL          | 69  | 14  | 22  | 36  | 187  | 11 | 2  | 2  | 4  | 25  |
| 1992–1993    | Detroit Red Wings     | NHL          | 67  | 10  | 20  | 30  | 188  | 6  | 1  | 2  | 3  | 4   |
| 1993–1994    | Tampa Bay Lightning   | NHL          | 51  | 4   | 9   | 13  | 74   | —  | —  | —  | —  | —   |
| 1994–1995    | Tampa Bay Lightning   | NHL          | 1   | 0   | 0   | 0   | 0    | —  | —  | —  | —  | —   |
|              | Atlanta Knights       | IHL          | 16  | 3   | 3   | 6   | 31   | —  | —  | —  | —  | —   |
| 1995–1996    | Detroit Vipers        | IHL          | 3   | 2   | 1   | 3   | 6    | —  | —  | —  | —  | —   |
| NHL totalt   | NHL totalt            | NHL totalt   | 615 | 211 | 269 | 480 | 1674 | 58 | 18 | 21 | 39 | 178 |
| AHL totalt   | AHL totalt            | AHL totalt   | 123 | 49  | 62  | 111 | 326  | 7  | 1  | 3  | 4  | 34  |
| IHL totalt   | IHL totalt            | IHL totalt   | 19  | 5   | 4   | 9   | 37   | —  | —  | —  | —  | —   |
| LHJMQ totalt | LHJMQ totalt          | LHJMQ totalt | 188 | 129 | 192 | 321 | 706  | 51 | 34 | 56 | 90 | 214 |

#### Internationellt
| Källa: Utv = Utvisningsminuter | Källa: Utv = Utvisningsminuter | Källa: Utv = Utvisningsminuter |         |     |         |       |     |  |
| År                             | Lag                            | Mästerskap                     | Matcher | Mål | Assists | Poäng | Utv |  |
| ------------------------------ | ------------------------------ | ------------------------------ | ------- | --- | ------- | ----- | --- |  |
| 1989                           | Kanada                         | VM                             | 8       | 2   | 3       | 5     | 10  |  |
| Totalt                         | Totalt                         | Totalt                         | 8       | 2   | 3       | 5     | 10  |  |

### Tränare
| Lag                   | Säsong    | Grundserie | Grundserie | Grundserie | Grundserie | Grundserie        | Grundserie | Grundserie         | Slutspel                         |  |
| Lag                   | Säsong    | Matcher    | Vinster    | Förluster  | Oavgjorda  | Övertidsförluster | Poäng      | Placering          | Resultat                         |  |
| --------------------- | --------- | ---------- | ---------- | ---------- | ---------- | ----------------- | ---------- | ------------------ | -------------------------------- |  |
| Columbus Blue Jackets | 2003–2004 | 45         | 16         | 24         | 4          | 1                 | (37)       | 4:e i Central      | Missade slutspel.                |  |
| Columbus Blue Jackets | 2005–2006 | 82         | 35         | 43         | —          | 4                 | 74         | 3:e i Central      | Missade slutspel.                |  |
| Columbus Blue Jackets | 2006–2007 | 15         | 5          | 9          | —          | 1                 | (11)       | (Sparkad.)         | (Sparkad.)                       |  |
| Florida Panthers      | 2014–2015 | 82         | 38         | 29         | —          | 15                | 91         | 6:e i Atlantic     | Missade slutspel.                |  |
| Florida Panthers      | 2015–2016 | 82         | 47         | 26         | —          | 9                 | 103        | 1:a i Atlantic     | Förlorade i första rundan.       |  |
| Florida Panthers      | 2016–2017 | 22         | 11         | 10         | —          | 1                 | (23)       | (Sparkad.)         | (Sparkad.)                       |  |
| Vegas Golden Knights  | 2017–2018 | 82         | 51         | 24         | —          | 7                 | 109        | 1:a i Pacific      | Förlorade i Stanley Cup-finalen. |  |
| Vegas Golden Knights  | 2018–2019 | 82         | 43         | 32         | —          | 7                 | 93         | 3:a i Pacific      | Förlorade i första rundan.       |  |
| Vegas Golden Knights  | 2019–2020 | 49         | 24         | 19         | —          | 6                 | (54)       | (Sparkad.)         | (Sparkad.)                       |  |
| New York Rangers      | 2021–2022 | 82         | 52         | 24         | —          | 6                 | 110        | 2:a i Metropolitan | Förlorade i tredje rundan.       |  |
| New York Rangers      | 2022–2023 | 82         | 47         | 22         | —          | 13                | 107        | 3:a i Metropolitan | Förlorade i första rundan.       |  |
| Totalt                | Totalt    | 705        | 369        | 262        | 4          | 70                | 899        |                    |                                  |  |